# Poon (schip)

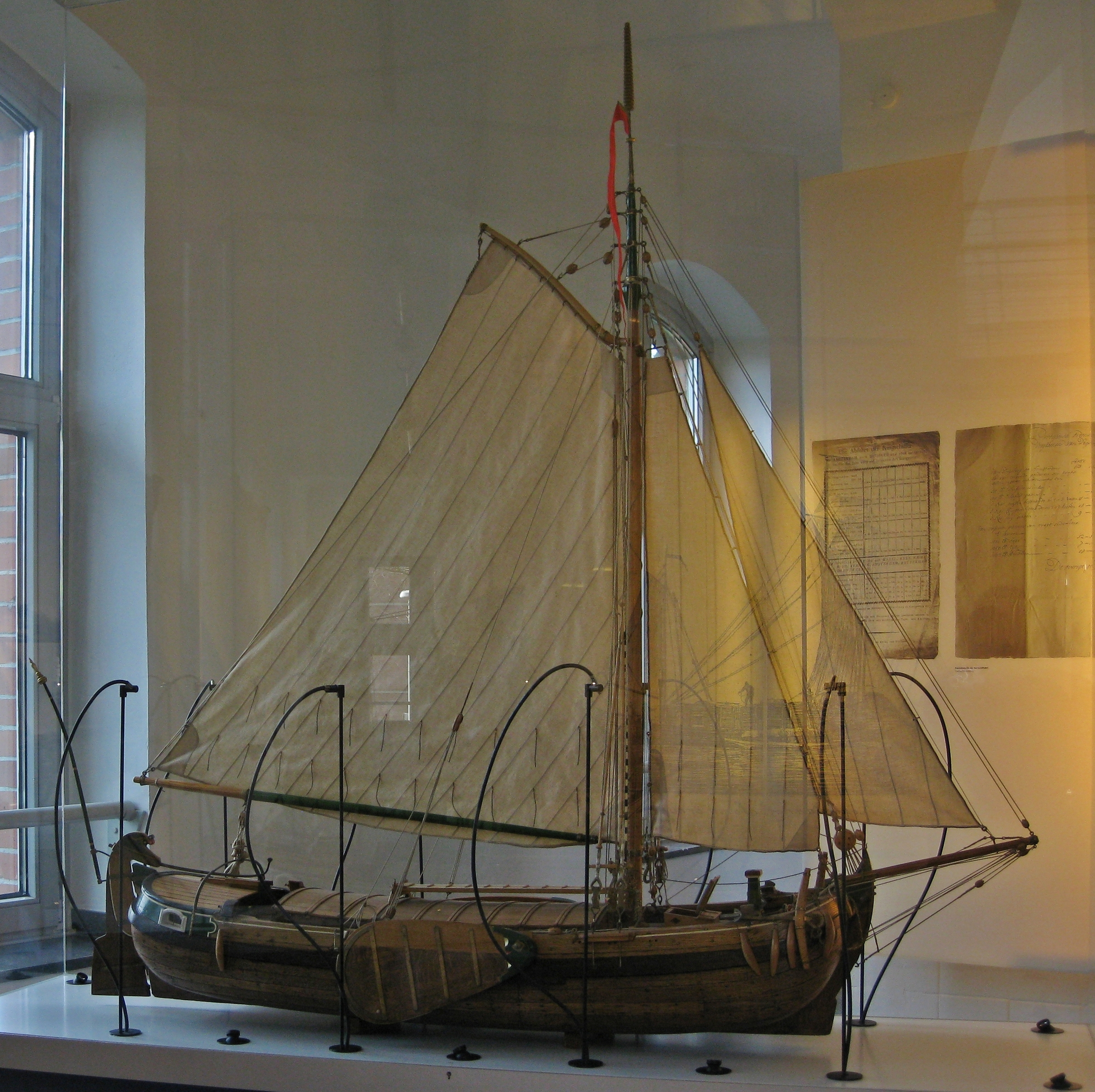
Model van een Nederlandse Poon (1:11)

De Poon is een zeilend vrachtschip van de Zuid-Nederlandse wateren. Het is sterk verwant aan de Noord-Nederlandse tjalk.
Het kwam voor van de 13e tot de 20e eeuw en enkele exemplaren werden zelfs in ijzer gebouwd.

## Kenmerken
De poon is wat korter, breder en hoekiger in de kimmen dan de tjalk. Hij heeft meer zeeg, en op de berghouten (die nergens recht zijn) is het smaller dan op het vlak. De stevens zijn gekromd, en met een terugwijzende punt. Daardoor heeft het een mooi aanzicht, en is vaak op schilderijen afgebeeld als een sieraad van de Nederlandse wateren. De grotere, vooral de Zeeuwse, ponen die als veerschip dienstdeden, waren vaak fraai beschilderd in frisse kleuren, wat uitzonderlijk was voor meeste van de zeilende binnenschepen.

## Soorten
- de statiepoon heeft een hek of statie, dat is een driehoek gevormd door het omhoog doorlopen van het boeisel tot boven het roer, waar de helmstok doorsteekt. Zie ook hektjalk.
- de statie-paviljoenpoon heeft een statie en een paviljoen, dit is een tot de bovenkant (soms hoger) verhoogd achterdek waaronder de roef (woonruimte) is.
- de paviljoenpoon
- de draaioverboord of gewone poon.

## Verspreidings(bouw)gebied
Voornamelijk gebouwd in Zeeland en Zuid-Holland kwamen zij voor van Vlaanderen tot Noord-Nederland.

## Het einde
Doordat de poon mooie vloeiende lijnen heeft, was hij duurder in de bouw dan de andere schepen als de tjalken e.d. Dit is zowel voor de hout- als ijzerbouw het geval, en daardoor kwam er minder vraag naar.
Toen het ook nog gangbaar werd om schepen te verlengen (een recht middenstuk tussenzetten) om het verlies aan laadruimte goed te maken na de inbouw van een motor, was het met de poon gedaan. In het Antwerpse Bonapartedok lag tot 2017 de laatste nog varende houten Poon, De Ouderhoek genaamd. Deze zonk op 4 januari 2017. In 2022 gaf de huidige eigenaar opdracht om De Ouderhoek te restaureren.

## Trivia
In Zeeuws-Vlaanderen ligt de buurtschap Poonhaven die waarschijnlijk naar dit schip vernoemd is.